# زیردریایی یو-۳۶۱
زیردریایی یو-۳۶۱ (به انگلیسی: German submarine U-361) یک زیردریایی بود که طول آن ۶۷٫۱ متر (۲۲۰ فوت ۲ اینچ) بود. این زیردریایی در سال ۱۹۴۲ ساخته شد.